# Hệ động vật Mỹ

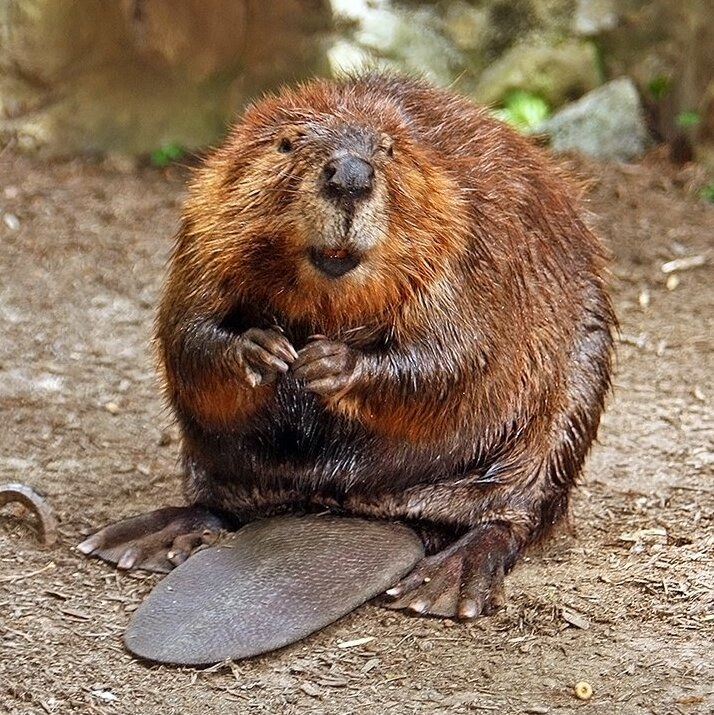
Hải ly châu Mỹ, loài thường thấy trong hệ động vật Hoa Kỳ

Hệ động vật Mỹ hay khu hệ động vật của Hoa Kỳ là tất cả các loài động vật sống ở lục địa Hoa Kỳ và các đảo và hải đảo xung quanh, quần đảo Hawaii, Alaska ở Bắc cực và một số đảo-vùng lãnh thổ ở Thái Bình Dương và vùng Caribê. Tất cả các quần thể động vật sinh sống trong các lãnh thổ thuộc về Hoa Kỳ hợp thành hệ động vật của quốc gia này. Với một đất nước có diện tích lớn và có cả các vùng lãnh thổ rải rác trên thế giới, Hoa Kỳ có nhiều loài bản địa đặc biệt không tìm thấy ở đâu khác trên Trái Đất. Với phần lớn hệ động vật phân bố ở lục địa Bắc Mỹ, Hoa Kỳ nằm trong cõi Nearctic, một khu vực chứa một tập hợp các loài tương tự như phần phía bắc của châu Phi và châu Âu. 

## Số lượng loài
Ước tính có 432 loài động vật có vú đặc trưng cho hệ động vật của lục địa Hoa Kỳ, với hơn 800 loài chim, có 311 loài bò sát nổi tiếng và 295 loài lưỡng cư, tổng cộng có hơn 500 loài bò sát và loài sống trên cạn dưới nước, có hơn 100.000 loài côn trùng đã biết và 90.000 loài côn trùng đã được ghi chép thành tài liệu và 1154 loài cá đã biết đến ở Hoa Kỳ. Vùng đất ngập nước như Everglades của Florida là nơi sinh sôi của phần nhiều các loài đa dạng.
Các động vật ở Hoa Kỳ được biết đến tồn tại trong tất cả các tiểu bang bao gồm hươu đuôi trắng, linh miêu đuôi cộc, gấu mèo, chuột xạ hương, chồn hôi sọc, cú lợn lưng xám, chồn nâu châu Mỹ, hải ly Mỹ, rái cá sông Bắc Mỹ và cáo đỏ. Chim ưng đuôi đỏ là một trong những con diều hâu phân bố rộng rãi nhất không chỉ ở Hoa Kỳ, mà còn ở châu Mỹ. Hệ sinh thái của Hoa Kỳ cũng gồm có hàng ngàn loài động vật lạ, không phải xuất xứ bản địa (loài du nhập) và thường gây tác hại đến các cộng đồng động quần thể bản địa (loài gây hại). Đạo luật các loài có nguy cơ tuyệt chủng năm 1973 đã giúp bảo vệ các loài vật hiếm quý, có nguy cơ tuyệt chủng. Nơi cư ngụ của các loài được bảo vệ thường xuyên được Cục hoang dã và cá Hoa Kỳ theo dõi. 

## Bảo tồn
Phần lớn của đất nước với động vật hoang dã bản địa đặc biệt nhất được bảo vệ là công viên quốc gia. Trong năm 2013, Mỹ đã có hơn 6770 công viên quốc gia hoặc khu bảo tồn, tất cả cùng nhau hơn 1.006.619 dặm vuông. Dặm (2.607.131 km2). Vườn quốc gia đầu tiên là Vườn quốc gia Yellowstone ở bang Wyoming, được thành lập vào năm 1872. Vườn quốc gia Yellowstone được coi là môi trường sống động vật hoang dã của hệ động vật lớn tốt nhất ở Mỹ. Có 67 loài động vật có vú trong công viên, bao gồm cả sói xám, linh miêu, và gấu xám. Năm 1872, công viên quốc gia đầu tiên trên thế giới được thiết lập tại Yellowstone. Năm mươi bảy công viên quốc gia khác và hàng trăm công viên và rừng do liên bang đảm trách khác đã được hình thành từ đó Các khu hoang dã đã được thiết lập quanh khắp quốc gia để bảo đảm sự bảo vệ nơi cư ngụ ban sơ của các loài động vật một cách dài hạn. Tổng cộng, chính phủ Hoa Kỳ điều hợp 1.020.779 dặm vuông (2.643.807 km²), hay 28,8 phần trăm tổng diện tích đất của quốc gia Các công viên và đất rừng được bảo vệ chiếm đa số phần đất này đất công cũng được cho thuê để khai thác mỏ và chăn nuôi bò